# Eustala nasuta
Eustala nasuta là một loài nhện trong họ Araneidae.
Loài này thuộc chi Eustala. Eustala nasuta được Cândido Firmino de Mello-Leitão miêu tả năm 1939.